# Gemma Narisma
Gemma Teresa Narisma (12 de abril de 1972-5 de marzo de 2021) fue una científica filipina que se desempeñó como directora ejecutiva del Observatorio de Manila en Filipinas y Jefa del programa Regional Climate Systems de 2017 a 2021. Narisma también fue profesora asociada del Departamento de Física de la Universidad Ateneo de Manila. Fue autora en el Grupo de Trabajo I del Sexto Informe de Evaluación del IPCC.

## Carrera
Narisma obtuvo una licenciatura en física aplicada y una maestría en ciencias ambientales de la Universidad de Filipinas Diliman. Completó un doctorado en ciencias atmosféricas en la Universidad Macquarie en Sídney en Australia, y luego se convirtió en investigadora asociada en el Centro para la Sustentabilidad y el Medio Ambiente Global (SAGE) en la Universidad de Wisconsin-Madison.
La investigación de Narisma incluyó el cambio climático, el modelamiento del clima regional y las interacciones tierra-atmósfera. Su trabajo buscó mejorar la resiliencia de Filipinas en relación con el cambio climático, a través de una mejor predicción del tiempo. Fue la líder filipina del Experimento de Filipinas de Procesos de Nube, Aerosol y Monzón (CAMP2Ex), que investigaba el impacto de los incendios y la contaminación en las nubes para mejorar los pronósticos climáticos. Durante este proyecto, Narisma contribuyó a la formación de jóvenes científicos de Filipinas en ciencias climáticas.
Su trabajo en ciencia del clima fue reconocido a través del premio de Joven Científica Destacada en Ciencias Atmosféricas de la Academia Nacional de Ciencia y Tecnología (2012). Narisma fue reconocida como una de las diez científicas destacadas en Filipinas por TOWNS (The Outstanding Women in the Nation's Service) en 2013, y recibió el Premio al Logro del Consejo Nacional de Investigación de Filipinas (NRCP) en Ciencias de la Tierra y el Espacio en 2018.
Narisma formó parte del grupo de trabajo responsable del Informe de Evaluación del Cambio Climático de Filipinas (PhilCCA), publicación que recibió un Premio de Mención Especial de la Academia Nacional de Ciencia y Tecnología (NAST) en Filipinas. Narisma contribuyó al Grupo de Trabajo I del Sexto Informe de Evaluación del IPCC, y le dedicaron el Atlas del Grupo de Trabajo I del AR6 a su memoria.

## Publicaciones seleccionadas

### Revistas científicas
- Supari, Fredolin Tangang, Liew Juneng, Faye Cruz, Jing Xiang Chung, Sheau Tieh Ngai, Ester Salimun, Mohd Syazwan Faisal Mohd, Jerasorn Santisirisomboon, Patama Singhruck, Tan PhanVan, Thanh Ngo-Duc, Gemma Narisma, Edvin Aldrian, Dodo Gunawan, Ardhasena Sopaheluwakan. 2020. Multi-model projections of precipitation extremes in Southeast Asia based on CORDEX-Southeast Asia simulations. Environmental Research; 184. DOI: 10.1016/j.envres.2020.109350
- Angeli Silang, Sherdon Niño Uy, Julie Mae Dado, Faye Abigail Cruz, Gemma Narisma, Nathaniel Libatique, Gregory Tangonan. 2014. Wind Energy Projection for the Philippines based on Climate Change Modeling. Energy Procedia; 52: 26-37. DOI: 10.1016/j.egypro.2014.07.051
- F. T. Cruz, G. T. Narisma, M.Q. Villafuerte II, K.U. Cheng Chua, and L.M. Olaguera. 2013. A climatological analysis of the southwest monsoon rainfall in the Philippines. Atmospheric Research; 122: 609-616. DOI: 10.1016/j.atmosres.2012.06.010
- Paul C. West, Gemma T. Narisma, Carol C. Barford, Christopher J. Kucharik, Jonathan A. Foley. 2010. An alternative approach for quantifying climate regulation by ecosystems. Frontiers in Ecology and the Environment; 9(2): 126–133. DOI: 10.1890/090015
- Gemma T. Narisma, Jonathan A. Foley, Rachel Licker, Navin Ramankutty. 2007. Abrupt changes in rainfall during the twentieth century. Geophysical Research Letters; 34. DOI: 10.1029/2006GL028628

### Informes
- Gutiérrez, J. M., R. G. Jones, G. T. Narisma, L. M. Alves, M. Amjad, I. V. Gorodetskaya, M. Grose, N. A. B. Klutse, S. Krakovska, J. Li, D. Martínez-Castro, L. O. Mearns, S. H. Mernild, T. Ngo-Duc, B. van den Hurk, J-H. Yoon. 2021. Atlas. In: Climate Change 2021: The Physical Science Basis. Contribution of Working Group I to the Sixth Assessment Report of the Intergovernmental Panel on Climate Change [Masson-Delmotte, V., P. Zhai, A. Pirani, S. L. Connors, C. Péan, S. Berger, N. Caud, Y. Chen, L. Goldfarb, M. I. Gomis, M. Huang, K. Leitzell, E. Lonnoy, J. B. R. Matthews, T. K. Maycock, T. Waterfield, O. Yelekçi, R. Yu and B. Zhou (eds.)]. Cambridge University Press.
- Villarin, J. T., Algo, J. L., Cinco, T. A., Cruz, F. T., de Guzman, R. G., Hilario, F. D., Narisma, G. T., Ortiz, A. M., Siringan, F. P., Tibig, L. V. 2016. Philippine Climate Change Assessment (PhilCCA): The Physical Science Basis. The Oscar M. Lopez Center for Climate Change Adaptation and Disaster Risk Management Foundation Inc. and Climate Change Commission. PUBLISHED BY: The Oscar M. Lopez Center for Climate Change Adaptation and Disaster Risk Management Foundation Inc. ISSN: 2508-089X.

### Libros
- Gemma Teresa T. Narisma, May Celine T.M. Vicente, Emmi B. Capili-Tarroja, Faye Abigail T. Cruz, Rosa T. Perez, Raul S. Dayawon, Julie Mae B. Dado, Ma. Flordeliza P. Del Castillo, Marcelino Q. Villafuerte II, Leonard Christian G. Loo, Deanna Marie P. Olaguer, Ma. Antonia Y. Loyzaga, Ma. Regina N. Banaticla-Altamirano, Lawrence T. Ramos, Christine Marie D. Habito, Rodel D. Lasco. 2011. Patterns of Vulnerability in the Forestry, Agriculture, Water, and Coastal Sectors of Silago, Southern Leyte, Philippines. Publisher: Manila Observatory. ISBN: 978-971-94565-1-3.

### Capítulos de libros
- Beltrán-Przekurat, A., R.A. Pielke Sr., J.L Eastman, G.T. Narisma, A.J. Pitman, M. Lei, and D. Niyogi. 2011. Using the Factor Separation Method for land-use land-cover change impacts on weather and climate process with the Regional Atmospheric Modeling System. In: The Factor Separation Method in the Atmosphere-Applications and Future Prospects. Cambridge University Press. ISBN-13: 9780521191739. DOI: 10.1017/CBO9780511921414.008

## Vida personal
Narisma apareció en el libro para niños Beyond the Storm, que explora su trabajo sobre proyecciones climáticas; el libro es parte de una serie de mujeres en la ciencia.
Narisma murió el 5 de marzo de 2021 a la edad de 48 años.